# Latifundium
Ett latifundium (latin, av lātus, "rymlig" + fundus, "lantegendom, gods") i Romarriket var ett stort gods specialiserat på jordbruk för export: spannmål, olivolja eller vin. De var typiska för Magna Graecia och Sicilien, Egypten och nordafrikanska Maghreb samt Hispania Baetica i södra Spanien. Latifundia var det närmaste industrialiserat jordbruk som fanns under antiken, och var baserat på slavarbetskraft. 
I Italien används latifundium i betydelsen vidsträckt jordagods i allmänhet. "Latifundier" används ofta också om haciendas i det koloniala och postkoloniala Mexiko, Venezuela, Chile (kallat "latifundio" eller bara "fundo") och Argentina.

## Historik
Latitfundium var hos romarna benämning på en vidsträckt jordegendomskomplex, som odlades genom slavar. Det var de rika och i staten mäktiga, som särskilt efter de puniska krigen skaffade sig stora jordagods genom förvärvande på mer än ett sätt av smärre gårdar. Tillgången på slavar möjliggjorde storbruk, och man övergick alltmer från odling av spannmål till boskapsskötsel. Tillståndet i Italien, där de fria arbetarna och småbruken alltmer trängdes undan, bidrog i hög grad till att möjliggöra Gracchus jordbruksreform (133 f. Kr.).